# District métropolitain d'Accra
Le district métropolitain d'Accra (Accra Metropolitan District, en Anglais) est l’un des 10 districts de la Région du Grand Accra au Ghana.

## Villes et villages du district
| - Accra - Kanda Estate - Tesano - Airport Residential Area - Ringway Estates - East Ridge - Police Headquarters Area | - North Labone - Roman Ridge - Burma Camp - Kuku Hill - Zoti Area - Asylum Down | - Dzorwulu - Teshie-Nungua Estates - East Legon - Abelemkpe - South Shiashie - North Dzorwulu | - Nungua East - East Cantonments - Independence Avenue - T/Junction - Ridge - Dansoman |

2e Class Residential Area
- South Kaneshie

| - Kokomlemle - W/Okponglo - Lartebiokorshie - Link Road - Osu - Accra New Town - South Labadi - Mataheko - Akokorfoto - Alajo - Darkuman - New Abossey Okai | - Teshie New Town - Asylum Down - Akweteman - Sahara - Chorkor - Sakaman - Labadi-Aborm - East Legon - North Kaneshie - Apenkwa - Odawna | - Nii Boi Town - Old Dansoman - Achimota - Tesano - North Labone - Nungua - Mantseman - Avenor - Dansoman - Abelemkpe - Kwashieman | - Agbogbloshie - Osu - South Amanhoma - Osu Ako-Adjei Estates - Sempe New Town - Tesano - East Legon (Okponglo) - Kotobabi - Odorkor - Okaishie - South Odorkor |

3e Class Residential Area
- Sukura

| - Nima - Aborfu - Bubuashie - Mamobi - Mampose - Gbegbeyise | - Shiabu - Zabramaline - New Mamprobi - New Fadama - Chemuna - North Labone | - Korle Gonno - Osu Alata/Ashante - Alajo - South Shiashie - Avenor Area - Dansoman Amanhoma | - Osu Ako-Adjei - Nungua-Zongo - Kotobabi - Odorkor - Darkuman |

4e Class Residential Area
- Teshie Old Town

| - Nungua Old Town - Asere - Bukom - Chorkor | - UssherTown - Abossey Okai - Zongo |

## Sources
- (en)
- (en) Site de Ghanadistricts